# シクロヘキサノン
シクロヘキサノン (cyclohexanone) は、有機化合物であり、シクロヘキサンのメチレン基がひとつカルボニル基に置き換わった環状ケトンである。
無色の油状液体で、樟脳様のアセトンとも似た臭いを持つ。長期放置すると酸化され黄色に変色する。
水にわずかに溶ける (5-10 g/100 mL)。通常の有機溶媒とは任意に混和する。別名：アノン。
日本では、消防法による第4類危険物 第2石油類、労働安全衛生法による2019年有害物ばく露作業報告対象物に指定されている。

## 合成法
1. コバルトまたはマンガンの酢酸塩もしくはナフテン酸塩を触媒とし、シクロヘキサンを自動酸化する。選択率を80%以上に維持するため、転化率は5%程度に抑えられる。蒸留により、未反応のシクロヘキサンを留去し、シクロヘキサノンとシクロヘキサノールの混合物（KAオイル）を得る。シクロヘキサノンを単離したい場合には、さらに蒸留により分離される。
2. シクロヘキサノールを亜鉛または銅触媒により、400-450℃で脱水素化する。
3. フェノールを、Pd-CaO/Al2O3等のパラジウム触媒を用いて、気相、140-170℃で水素化する。

## 用途
ヒドロキシルアミンと縮合させシクロヘキサノンオキシムとした後、ベックマン転位反応を用いてε-カプロラクタムに転換して、6-ナイロンの原料とする。
または、KAオイルを硝酸酸化して、アジピン酸とし、6,6-ナイロンの原料とする。

これらナイロンへの用途が大半を占め、その量は年間約500万トンに達する。溶媒、または酸化反応の活性化剤として用いられることもある。